# 丸駒温泉
丸駒温泉（まるこまおんせん）は、北海道千歳市幌美内にある温泉。

## 泉質
恵庭岳に由来する火山性温泉である。
- ナトリウム・カルシウム-塩化物・炭酸水素塩・硫酸塩泉
  - 泉温：54℃ ※季節によって、温度変動

## 温泉地
支笏湖の北西側の湖畔に、一軒宿の「丸駒温泉旅館」が存在。旅館は「日本秘湯を守る会」会員でもある。かつてユースホステルの指定を受けていた。
支笏洞爺国立公園内にあるため、建築規制がある。そのため、本館は3階建てである。
露天風呂、大浴場からは支笏湖と恵庭岳、風不死岳を眺望できる。

## 歴史
初代佐々木初太郎により、1915年（大正4年）に丸駒温泉が開湯・開業。それ以前、1893年（明治26年）には同地で温泉旅館が営業していたとの記録もある。恵庭岳の麓で採掘した硫黄を運搬する馬が、怪我をした時にこの温泉で傷を癒していたとされる。1988年（昭和63年）に旅館、1991年（平成4年）に大浴場の改修を行っている。
旅館を運営する丸駒温泉株式会社は、対岸の支笏湖温泉地区のホテルも2007年に傘下に収め「レイクサイドヴィラ翠明閣」として開業した。しかし2021年（令和3年）8月30日、新型コロナウイルス感染症の影響などによる利用者の減少が原因で、札幌地方裁判所に民事再生法の適用を申請した。従業員の雇用と旅館の営業は維持される見通しで、今後は中小企業の再生を手がけるファンドによる支援の下で経営の立て直しを図るとしている。

## アクセス
開業当初は陸路がなく、支笏湖東岸から船で渡っていた。
- 鉄道・バス：新千歳空港または千歳線千歳駅より北海道中央バス(3)支笏湖線で約50分、「支笏湖」下車。
- 自家用車：道央自動車道千歳インターチェンジより北海道道16号支笏湖公園線、国道453号を経由。